# Aljakszej Mikalajevics Avramenka
Aljakszej Mikalajevics Avramenka, belaruszul: Аляксей Мікалаевіч Аўраменка (Minszk, 1977. május 11. – 2023. július 4.) fehérorosz politikus, Fehéroroszország közlekedési és hírközlési minisztere (2019-től haláláig).

## Életrajza
1999-ben végzett a Belarusz Állami Politechnikai Akadémián. 2010-ben a Közigazgatási Akadémián szerzett diplomát. 
2006-ban került a minisztériumhoz. 2013. július 25. óta a közlekedési és hírközlési miniszter helyettese volt. Aljakszandr Rihoravics Lukasenka 2019. január 25-én nevezte ki közlekedési és hírközlési miniszternek.
Halála
Avramenko 2023. július 4-én halt meg váratlanul, 46 éves korában.